# Peder Kongshaug
Peder Fejerskov Kongshaug (13 augustus 2001) is een Noorse langebaanschaatser. Hij wordt sinds 2021 getraind door Bjarne Rykkje.
In 2018 en 2019 nam hij deel aan het WK junioren waar hij in 2019 wereldkampioen werd op de 1000 meter. Samen met Sverre Lunde Pedersen en Hallgeir Engebråten werd hij in 2022 Olympisch kampioen op de ploegenachtervolging. Op het EK Afstanden in Heerenveen schaatste hij in januari 2024 samen met Sander Eitrem en Pedersen een wereldrecord op de ploegenachtervolging. Ook werd hij op datzelfde EK Europees kampioen op de 1500 meter waarbij hij Kjeld Nuis versloeg. Na afloop uitte hij kritiek op de KNSB voor het weren van andere landen in Nederlandse teams.
In aanloop naar het EK allround 2025 reed Kongshaug op 4 januari 2025 naar 3.36,74 op de 3000 meter wat de zevende tijd aller tijden is. Op de 5000 meter reed hij een persoonlijk record.

## Records

### Persoonlijke records
| Afstand      | Tijd     | Datum            | Baan           |
| ------------ | -------- | ---------------- | -------------- |
| 500 meter    | 35,86    | 2 december 2022  | Calgary        |
| 1000 meter   | 1.07,92  | 26 januari 2024  | Salt Lake City |
| 1500 meter   | 1.42,26  | 24 januari 2025  | Calgary        |
| 3000 meter   | 3.36,74  | 4 januari 2025   | Heerenveen     |
| 5000 meter   | 6.08,82  | 31 januari 2025  | Milwaukee      |
| 10.000 meter | 13.12,15 | 17 december 2022 | Calgary        |

(laatst bijgewerkt: 31 januari 2025)

### Wereldrecords
| Nr. | Afstand       | Tijd     | Datum          | Baan       |
| --- | ------------- | -------- | -------------- | ---------- |
| 1.  | Achtervolging | *3.34,22 | 5 januari 2024 | Heerenveen |

* samen met  Sander Eitrem en Sverre Lunde Pedersen

## Resultaten
| Jaar | EK Allround            | EK Afstanden            | WK Allround         | WK Afstanden              | Olympische Spelen                            | WK Junioren                                            |
| ---- | ---------------------- | ----------------------- | ------------------- | ------------------------- | -------------------------------------------- | ------------------------------------------------------ |
| 2019 |                        |                         |                     |                           |                                              | 42e 500m 26e 1000m 23e 1500m DNF 5000m 22e massastart  |
| 2020 |                        |                         |                     |                           |                                              | DNF 500m · 1000m · 4e 1500m · 6e 5000m · 4e massastart |
| 2021 | NC14 (6e, 19e, 10e, -) |                         |                     | 14e 1000m 18e 5000m       |                                              |                                                        |
| 2022 |                        | 7e 1500m 17e massastart | 4e · (, 9e, 4e, 6e) |                           | 4e 1500m · HF 14e massastart · achtervolging |                                                        |
| 2023 | 5e · (, 8e, , 8e)      |                         |                     | DNF 1500m · achtervolging |                                              |                                                        |
| 2024 |                        | 1500m · achtervolging   |                     | 1500m · achtervolging     |                                              |                                                        |
| 2025 | · (, 5e, , 6e)         |                         |                     | 1500m · DNF achtervolging |                                              |                                                        |

(#, #, #, #) = afstandspositie op allroundtoernooi (500m, 5000m, 1500m, 10.000m).
NC14 = niet gekwalificeerd voor de laatste afstand, maar wel als 14e geklasseerd in de eindrangschikking
2006: Anesi/Donagrandi/Fabris/Sanfratello ·
2010: Morrison/Giroux/Makowsky ·
2014: Blokhuijsen/Kramer/Verweij ·
2018: Bøkko/Henriksen/Nilsen/Pedersen ·
2022: Engebråten/Kongshaug/Pedersen